# شامی چاکرابارتی
شامی چاکرابارتی (انگلیسی: Shami Chakrabarti؛ زادهٔ ۱۶ ژوئن ۱۹۶۹) سیاست‌مدار و فعال حقوق بشر اهل بریتانیا است. او یک وکیل مدافع و مدیر گروه حامی آزادی است ، که از سالهای ۲۰۰۳ تا ۲۰۱۶ به ارتقای آزادی های مدنی و حقوق بشر کمک کرده است.